# Быков, Константин Михайлович
Константи́н Миха́йлович Быко́в (1886—1959) — российский и советский физиолог, проводивший исследования влияния коры головного мозга на внутренние органы. Ученик И. П. Павлова. Действительный член АН СССР (1946) и АМН СССР (1944). Заслуженный деятель науки РСФСР (1940). Генерал-лейтенант медицинской службы. Депутат ВС РСФСР 3—4 созывов. Лауреат Сталинской премии первой степени (1946).

## Биография

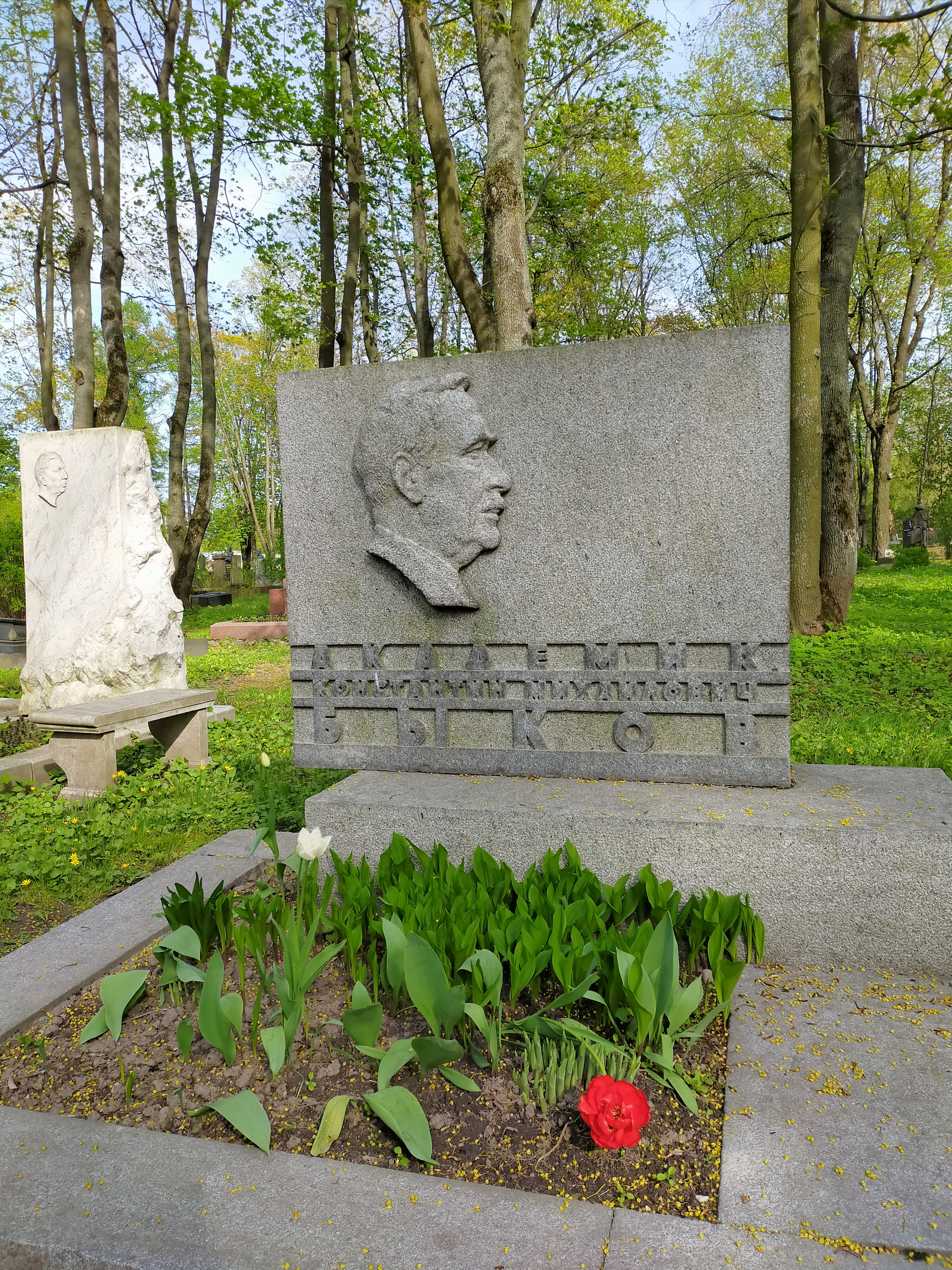
Могила К. М. Быкова на Литераторских мостках

Родился 8 (20 января) 1886 года в Чухломе (ныне Костромская губерния).
В 1912 году оканчивает Казанский университет, занимается научной и педагогической деятельностью в том же университете вплоть до 1921 года.
С 1921 по 1950 годы работает в Институте экспериментальной медицины (в 1921—1932 под непосредственным руководством И. П. Павлова).
В 1943—1948 годах — начальник научно-исследовательского медицинского института НК ВМФ, с 1946 ВМС СССР.

«Константин Михайлович Быков был не только известным физиологом, учеником Павлова, но и был культурнейшим и обаятельным человеком. В Кирове он писал свою замечательную монографию „Кора мозга и внутренние органы“. Основные данные для этой монографии были получены ещё в Ленинграде до войны, а частью — в первый год блокады. Надо заметить, что в ту пору мы не предполагали, какой резонанс получит эта книга в дальнейшем и как широко охватит — на время — наши научные представления учение К. М. Быкова о кортико-висцеральных взаимоотношениях в физиологии и патологии», — описывает его в годы ВОВ А. Л. Мясников.

В 1948—1950 годах — директор Института физиологии центральной нервной системы АМН СССР.
С 1950 года — директор ИФАН.
Скончался 13 мая 1959 года. Похоронен в Санкт-Петербурге на Литераторских мостках Волковского кладбища. Надгробие за авторством скульптора Н. В. Дыдыкина и архитектора В. В. Хазанова установлено в 1964 году.

## Научная деятельность
Работы относятся к изучению проблемы функциональных взаимоотношений коры головного мозга и внутренних органов (кортико-висцеральная теория), физиологии пищеварения, проблемы химической передачи возбуждения и вопросам экспериментальной бальнеологии.
Один из организаторов «Павловской сессии».

### Участие в Павловской сессии
К. М. Быков был одним из основных выступающих на печально известной совместной сессии АН СССР и АМН СССР (1950) (Павловская сессия). Сессия была организована с целью борьбы с «влиянием Запада» на советскую физиологию. Результатом сессии явилось то, что советская физиология оказалась под ударом и изолировалась от международного научного сообщества на долгие годы.

«<…> В главном докладе К. М. Быкова основное содержание — разгромная критика. Основные объекты — Л. А. Орбели, его ученики и последователи (Г. В. Гершуни, А. Г. Гинецинский и др), И. С. Бериташвили. Особый удар по Л. С. Штерн — ещё недавно прославляемая как единственная женщина-академик, теперь о ней: „Я не касаюсь … стоящих на низком научном уровне работ Штерн о так называемом гематоэнцефалическом барьере, где полностью игнорированы все концепции Павлова…“. Штерн не может ответить — она в особо строгой „режимной“ тюрьме. Понятия чести забыты.»
— С. Э. Шноль глава из книги «Гении и злодеи российской науки»

### Публикации
- Лекции по физиологии пищеварения, Л., 1940.
- Развитие идей советской теоретической медицины, в кн.: Достижения советской медицинской науки за 30 лет, М., 1947.
- Кора головного мозга и внутренние органы, М., 1942 (Сталинская премия, 1946), 2 изд., М.—Л., 1947.
- Кортико-висцеральная теория патогенеза язвенной болезни, 2 изд., М., 1952 (совм. с И. Т. Курциным).
- Сигнализация в кору головного мозга с наружных и внутренних рецепторов, «Известия Акад. наук БССР», 1950, № 2.
- Развитие идей Павлова (Задачи и перспективы), в кн.: Стенографический отчет Научной сессии, посвященной проблемам физиологического учения академика И. П. Павлова 28 июня — 4 июля 1950 года, М., 1950.
- Дальнейшее развитие проблемы физиологии и патологии кортико-висцеральных взаимоотношений, «Журнал высшей нервной деятельности», 1955, т. 5, вып. 4.
- Избранные произведения, т. 1—3. M., 1953—58.

## Общественная деятельность
- Член Советского комитета защиты мира
- Председатель Историко-медицинского общества в Ленинграде (с 1948)
- Член ряда физиологических научных обществ.
- Депутат Верховного Совета РСФСР[5]

## Награды
- орден Ленина
- 3 ордена Трудового Красного Знамени (22.02.1944; …; 20.01.1956)
- орден Красной Звезды
- медали
- Сталинская премия первой степени (1946) — за научный труд «Кора головного мозга и внутренние органы» (1942)[8]
- Премия имени И. П. Павлова (1939, АН СССР) — за работы в области физиологии.
- Золотая медаль имени И. П. Павлова (1950) — за успешное, плодотворное развитие наследия И. П. Павлова[9]

## Адреса в Петрограде — Ленинграде
- 1922—1941 — Малый проспект Петроградской стороны, 36—38;[10]
- 1946—1959 — Каменноостровский проспект 69—71.

## Память
- На доме по адресу улица Академика Павлова, 12 в 1966 году была установлена мемориальная доска (авторы А. И. Иванов, В. И. Геллерштейн)[11].
- Лаборатория физиологии висцеральных систем им. К. М. Быкова Института экспериментальной медицины